# Dolina Ciężka

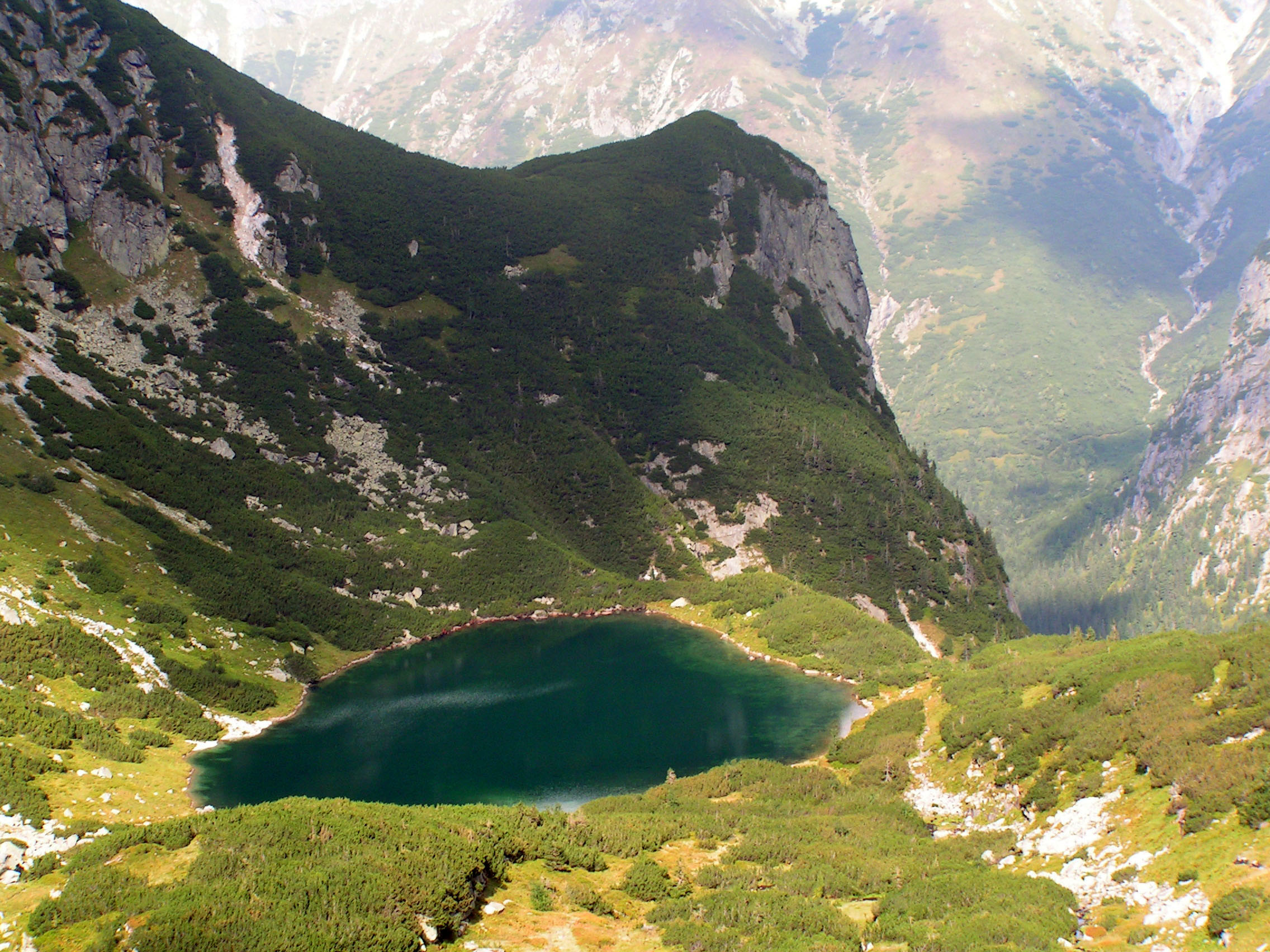
Ciężki Staw: widok z progu dzielącego dolinę

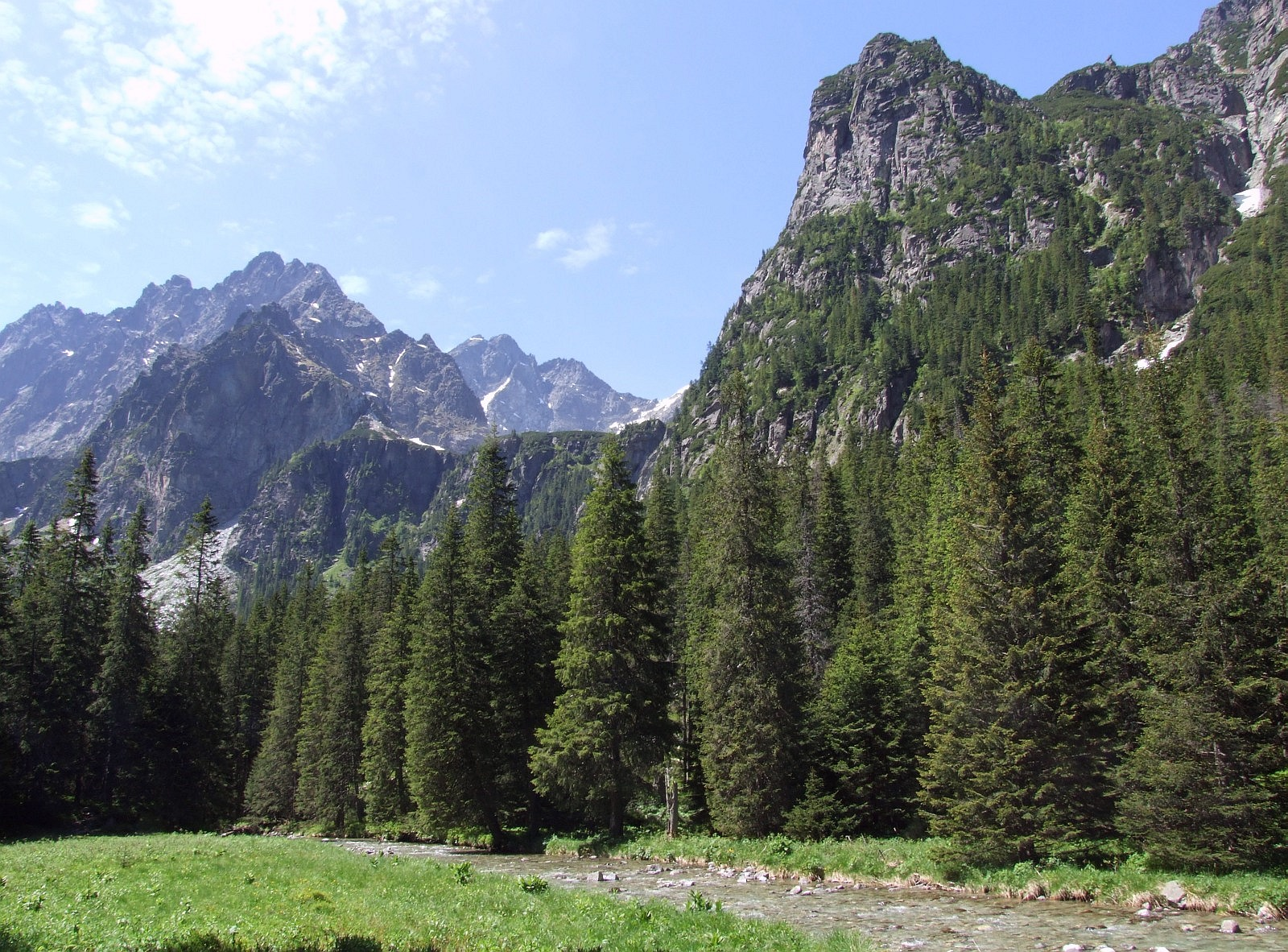
Dolina Ciężka i wysoka ściana stawiarska u jej wylotu

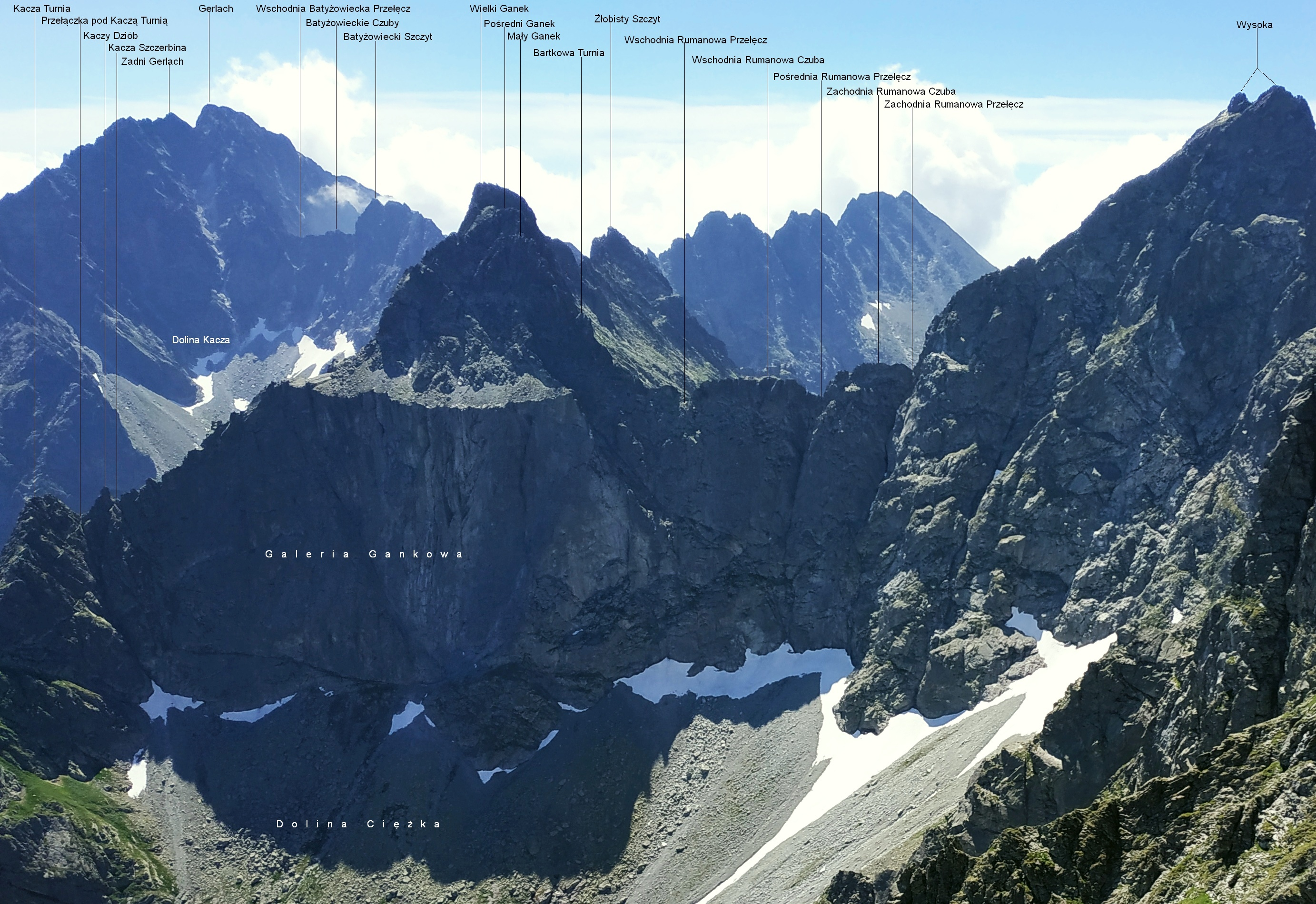
Widok z Niżnych Rysów

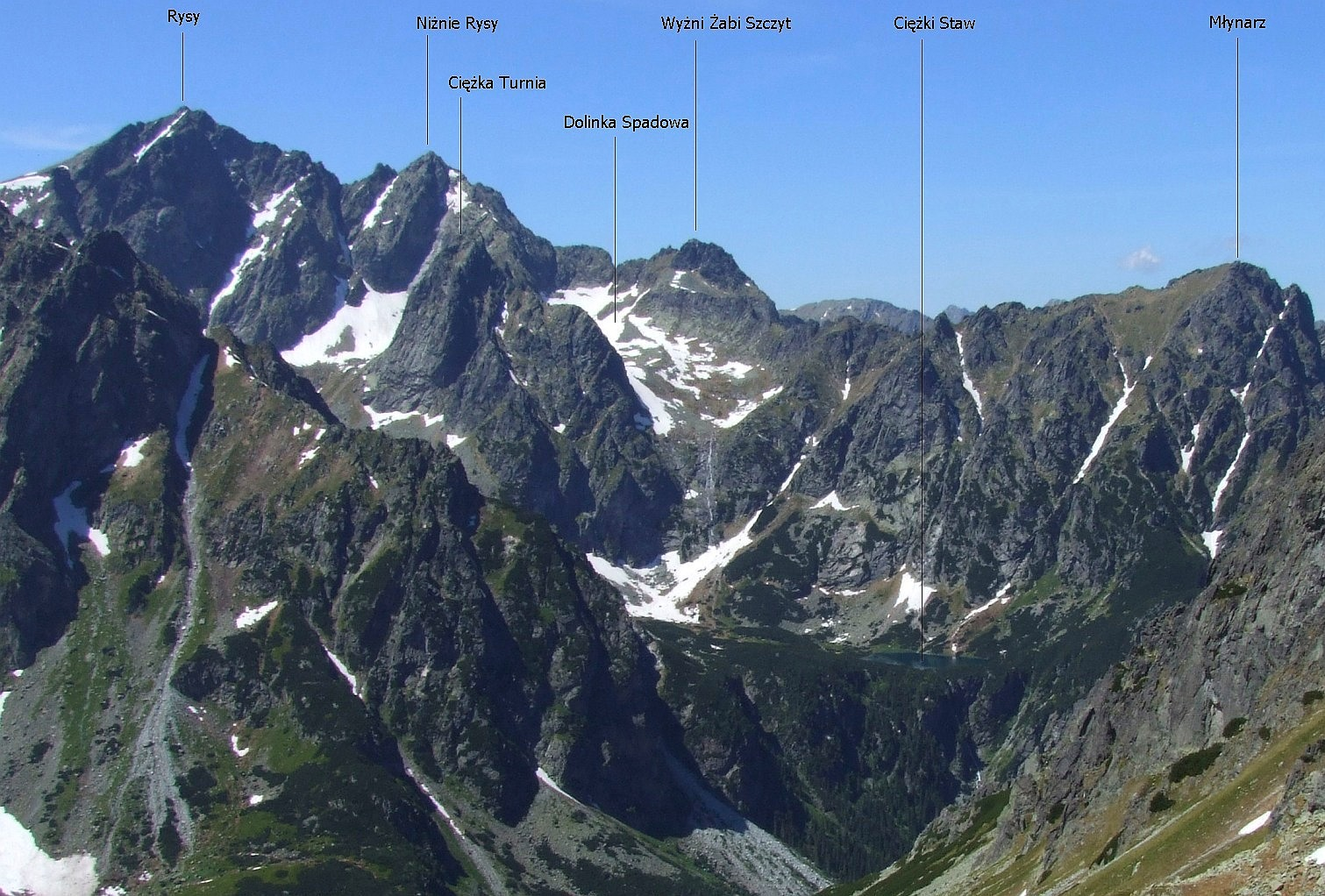
Dolina Ciężka, widok z podejścia na Polski Grzebień

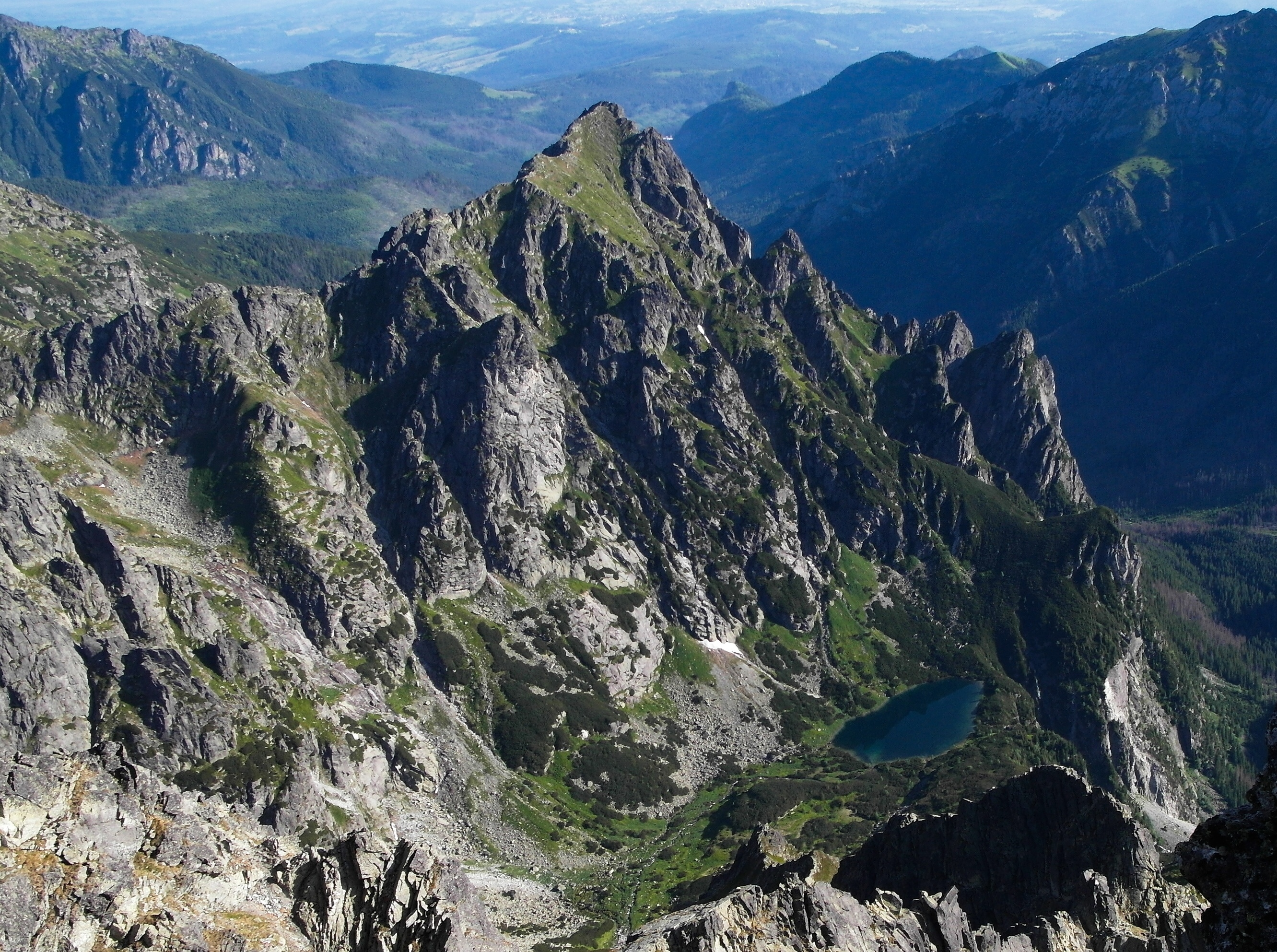
Widok na Dolinę Ciężką z Ganku

Dolina Ciężka (niem. Verborgenes Tal; słow. Ťažká dolina, węg. Cseh-tavi-völgy) – niewielka dolina zawieszona będąca jednym z górnych pięter Doliny Białej Wody w Tatrach Słowackich. Uważana jest za jedną z najbardziej typowych polodowcowych dolin wiszących w Tatrach Wysokich.

## Nazewnictwo
Już od XVII w. Dolinę Białej Wody wykorzystywali gospodarczo mieszkańcy spiskich wsi: Jurgowa, Czarnej Góry, Lendaku i Rzepisk. Pasterzom ciężko było wprowadzić owce przez stromy, 300-metrowej wysokości próg lodowcowy (ściana stawiarska) w jej górnej części, dlatego dla doliny utarły się wśród nich nazwy Ciężkie, Do Ciężkiego i w końcu Ciężka Dolina. W gwarze spiskich górali brzmiało to jak Ciezka, Cieszka, Czieszka lub Czeszka Dolina.
W dziele „Reise in die Carpathen mit vorzüglicher Rücksicht auf das Tatra-Gebirge” (Wien u. Triest, 1807) spiskoniemieckiego badacza Tatr Christiana Genersicha występuje jeszcze nazwa do Ceszkého. Błędne zrozumienie słowa „ciężka” jak „czeska” przypisywane jest pruskiemu wojskowemu topografowi Albrechtowi von Sydow. Swoją podróż w Tatry opisał on w dziele pt. „Bemerkungen auf einer Reise im Jahre 1827 durch die Beskiden über Krakau und Vieliczka nach die Central-Karpathen...” (Berlin,1830), do którego dołączona była mapa autorstwa Sydowa i Heinricha Wolffa w podziałce ok. 1 : 200 000. Przetłumaczona przez niego na język niemiecki jako Böhmisches Tal nazwa pojawiała się później na mapach austriackich z kolejnych mapowań prowadzonych w XIX w. Ponieważ położony w dolinie Ciężki Staw uzyskał automatycznie nazwę Böhmischer See, więc jako oboczna nazwa funkcjonowała dla doliny nazwa Böhmischseetal. Znacznie rzadziej używana była nazwa Verborgenes Tal (Ukryta Dolina) i analogiczna nazwa węgierska Rejtett-völgy.
Dziewiętnastowieczne mapy austriackie (austro-węgierskie) posłużyły po roku 1919 jako podkłady dla pierwszych topograficznych map czechosłowackich w podziałce 1:25 000, na bazie których powstały wkrótce mapy w podziałce 1:75 000, wykorzystywane przez turystów. To na nich pojawiła się przetłumaczona powrotnie z języka niemieckiego nazwa Česká dolina (podobnie jak np. Český štít czy České pleso). Nazwa ta utrwaliła się później na długi czas w świadomości czeskich i słowackich turystów oraz taterników i to pomimo iż np. mieszkańcy Jaworzyny Tatrzańskiej cały czas używali nazwy Dolina Ciężka. Stała się „obowiązującą” również w tamtejszym piśmiennictwie i kartografii, chociaż np. Miloš Janoška i Vojtěch Mrázek jeszcze w 1920 r. na mapie Tatr, załączonej do tekstu „Nárys Tatranské turistiky” użyli nazwy Ťažká dolina.
Nazwa Czeska Dolina weszła również do użytku wśród Polaków. Używał jej (podobnie jak nazw Czeski Staw, Czeska Przełęcz) m.in. w 1908 r. Janusz Chmielowski w swym „Przewodniku po Tatrach” (s. 190 i nast.). Stan taki trwał aż do późnych lat po II wojnie światowej. O Czeskiej Dolinie (a także Czeskim szczycie, Czeskim Stawie, Czeskiej Siklawie) pisał w 1958 r. Tadeusz Zwoliński w swym „Przewodniku po Tatrach, a w 1962 r. Lechosław Herz wymieniał Czeską Dolinę w informatorze pt. „Rejon Tatr. Obszar konwencji turystycznej w CSRS”.
Pierwotną nazwę Ciężkiej Doliny przywrócił w polskim piśmiennictwie Witold Henryk Paryski, który udowodnił, że nazwa Dolina Czeska jest błędna i powstała wskutek przekręcenia nazwy Dolina Ciężka. Już od połowy lat 50. w swym przewodniku taternickim „Tatry Wysokie” używał systematycznie nazw Ciężka Dolina (i analogicznie Ciężka Turnia, Ciężki Staw itd.), jedynie wyjątkowo wspominając stosowaną przez Słowaków Czeską Dolinę. Jeszcze Józef Nyka w bardzo popularnym przewodniku pt. „Tatry” używał obocznie obu nazw, pisząc „Dol. Ciężka (lub Czeska)”. Podobnie obu nazw równolegle użył Július Andráši w wydanym po polsku i słowacku popularnym przewodniku „W Tatrach Słowackich”.
W latach 60. XX w., gdy polscy autorzy zaczęli już stosować na powrót nazwę Ciężka Dolina (i jej „Ciężkie” pochodne) w czechosłowackiej prasie turystycznej pojawiła się dyskusja nad sensownością takiej decyzji. Szczególnie przeciwni przywróceniu pierwotnej nazwy byli Czesi. František Kroutil w swym przewodniku wspinaczkowym „Vysoké Tatry pro horolezce” (t. 1) w 1974 r. pisał jedynie o Czeskiej Dolinie (Česká dolina), w ogóle nie wspominając nazwy pierwotnej.
Paradoksalnie, również Słowacy przez długi czas stosowali nazwę Czeska Dolina. Nazwa ta była usankcjonowana urzędowo decyzją nr P-42/1988 słowackiego Urzędu Geodezji, Kartografii i Katastru (ÚGKK SR), podobnie jak i pochodne nazwy: Czeski Szczyt (Český štít), Czeska Turnia (Česká veža) itd. Dopiero kolejna decyzja tego Urzędu nr P-2185/2006 wprowadziła od 1 czerwca 2006 r. oficjalnie do stosowania nazwę Ťažká dolina, a także Ťažký štít, Ťažká veža itd.

## Topografia
Ograniczenie Doliny Ciężkiej tworzą:
- od północnego zachodu – grań od Żabiego Szczytu Wyżniego po Młynarza
- od zachodu i południa – północna grań Rysów i odcinek grani głównej Tatr od Rysów po Mały Ganek
- od wschodu – północna grań Małego Ganku po Gankową Strażnicę[15]

Wraz ze swoim bocznym odgałęzieniem Dolinką Spadową (Spádová dolinka) ma długość ok. 2,0 km i powierzchnię ok. 2,5 km². Należy do systemu Doliny Białej Wody (Bielovodská dolina), odchodzi od niej w kierunku południowo-zachodnim na wysokości Polany pod Wysoką (Poľana pod Vysokou) i oddzielona jest od Doliny Białej Wody 300-metrowej wysokości progiem. W dolnym piętrze Doliny Ciężkiej znajduje się Ciężki Staw (Ťažké pleso), położony na wysokości 1612 m. Wypływający z niego Ciężki Potok (Ťažký potok) opadając w kierunku Doliny Białej Wody tworzy Ciężką Siklawę (Ťažký vodopád) o wysokości ok. 100 m – jest to najwyższy w Tatrach wodospad. W górnym tarasie Doliny Ciężkiej, wśród osuwiska skalnych głazów, na wysokości ok. 1760 m n.p.m. leży Zmarzły Staw pod Wysoką (Zmrzlé pleso). Wypływający z niego potok spada kaskadą zwaną Zmarzła Siklawa (Zmrzlý vodopád). Najwyżej położone piętro Doliny Ciężkiej zajmuje Spadowy Kociołek, oddzielają go ściany Ciężkiej Turni (Ťažká veža, 2254 m), najwyższego szczytu w bocznej, wschodniej grani Niżnich Rysów (Malé Rysy, Nižné Rysy).
Dawniej dolina była wypasana przez pasterzy z Doliny Białej Wody. Nie mieli oni jednak tutaj szałasu, w razie potrzeby korzystali z naturalnych koleb.

## Turystyka
Od około 1860 r. dolinę zaczęli z rzadka odwiedzać polscy turyści, jako pierwszych znanych wymienia się Edwarda Homolacsa juniora i ks. Józefa Stolarczyka wraz z towarzyszami i przewodnikiem Jędrzejem Walą młodszym (ok. 1860).
Po tym, jak w 1879 r. Jaworzynę Spiską wraz z przynależną do niej częścią Tatr kupił pruski junkier Christian Kraft Fürst von Hohenlohe-Öhringen zarząd jego Dóbr Jaworzyńskich zabronił turystom wstępu do doliny. Stan taki trwał formalnie do lat 20. XX w.
Zimą pierwszy był tutaj Zbigniew Korosadowicz 9 kwietnia 1931 r. Dawniej przez Dolinę Ciężką i przełęcz Waga chodzono na Rysy i od polskiej strony był to główny dostęp do Rysów. Nad północnym brzegiem Ciężkiego Stawu znajduje się stara koleba pasterska, w której często na mchu, pod dachem gościnnych kamieni biwakowali polscy turyści, m.in. ks. Józef Stolarczyk, Tytus Chałubiński, Leopold Świerz i Adam Asnyk, który biwak w tej kolebie upamiętnił elegią Noc pod Wysoką. Koleb w Dolinie Ciężkiej jest kilka.
Obecnie dolina znajduje się na obszarze TANAP-u i nie prowadzi do niej żaden ze znakowanych szlaków turystycznych. Możliwe jest jednak przejście w towarzystwie przewodnika na przełęcz Wagę (Váha) nieoznaczoną drogą poprowadzoną wzdłuż brzegu Zmarzłego Stawu. Dolina Ciężka od lat była miejscem licznych wspinaczek. Do niej schodzi wysoka (300 m) ściana Galerii Gankowej (Gánkova Galéria), którą poprowadzono wiele dróg o różnej skali trudności.